# ميروكي
ميروكي (بالإنجليزية: Merauke) هي منطقة وحي تقع في إندونيسيا في بابوا (إندونسيا). يقدر عدد سكانها بـ 71,838 نسمة .

## أعلام
- محمد راكمان
- إديسون أميس
- إدوارد إيفاكدالام